# Ángel Peinado Leal
Ángel Peinado Leal (Madrid, 4 de febrero de 1908-El Pardo, 10 de marzo de 1939) fue un político y sindicalista español.

## Biografía
Nacido en 1908, en su juventud trabajó como repartidor de periódicos. Miembro de la UGT, ingresó en la Agrupación Socialista de Madrid en 1931. Trabajó para el diario El Socialista, en la sección de cierre. Fue también fundador y presidente del Grupo sindical socialista de cerradores de prensa.
Tras el estallido de la Guerra civil se unió a las fuerzas leales a la República. En abril de 1937, con la constitución de una nueva corporación municipal —bajo la dirección de Rafael Henche—, fue nombrado concejal del Ayuntamiento de Madrid en representación de la UGT. Durante la contienda sería nombrado comisario político de la 7.ª Brigada Mixta, destinada en el Frente de Madrid. También ejercería el cargo de comisario de Imprenta y Talleres del Ministerio de Defensa.
En marzo de 1939 apoyó el golpe de Estado liderado por el coronel Segismundo Casado. Peinado sería detenido en la llamada Posición Jaca por efectivos comunistas de la 300.ª División de Guerrilleros junto a tres coroneles de Estado Mayor —Joaquín Otero Ferrer, José Pérez Gazzolo y Arnoldo Fernández Urbano—, y posteriormente trasladado a El Pardo, donde fue fusilado. Poco después del triunfo del golpe de Casado, el cuerpo de Ángel Peinado fue encontrado en el interior una fosa común.